# Cmentarz żydowski w Starej Brzeźnicy
Cmentarz żydowski w Starej Brzeźnicy – kirkut służący społeczności żydowskiej zamieszkującej niegdyś Starą Brzeźnicę. Znajduje się na południe od miejscowości, w lesie na wzgórku na wschód od drogi wojewódzkiej nr 483. Został zniszczony podczas II wojny światowej. Obecnie zachował się betonowy mur i pozostałości po grobach.